# Сунь Лижэнь
Сунь Лижэ́нь (кит. трад. 孫立人, упр. 孙立人, пиньинь Sūn Lìrén, палл. Сунь Лижэнь); 8 декабря 1900 — 19 ноября 1990) — китайский военачальник, служивший в армии гоминьдан во время Второй японо-китайской и Гражданской войн в Китае. Был известен как отличный тактик, заслужил прозвище «Роммель Востока». После эвакуации Гоминьдана на Тайвань занимал ряд ответственных постов в тайваньской армии. В 1955 году был арестован по подозрению в государственной измене, долгое время провёл под домашним арестом. Под конец жизни был полностью реабилитирован, похоронен с воинскими почестями.